# Khowai
Khowai är en ort i Indien.   Den ligger i delstaten Tripura, i den östra delen av landet, 1 500 km öster om huvudstaden New Delhi. Khowai ligger 33 meter över havet och antalet invånare är 20 046.
Terrängen runt Khowai är platt. Runt Khowai är det mycket tätbefolkat, med 2 521 invånare per kvadratkilometer. Det finns inga andra samhällen i närheten. I omgivningarna runt Khowai växer huvudsakligen savannskog.